# Thiền bản
Thiền bản (zh. 禪版, ja. zemban) là một tấm gỗ được các thiền sinh thời xưa sử dụng. Trong thời gian tu tập, Toạ thiền lâu dài, thiền sinh thường để thiền bản vào hai bàn tay và chống cằm lên để khỏi ngục đầu xuống ngủ. Thiền bản cũng đóng một vai trò giáo hoá trong các Công án. Bích nham lục ghi lại trong công án 20 với tên "Thuý Vi thiền bản":
Thiền sư Long Nha đến Thuý Vi Vô Học, hỏi: "Thế nào là Tây lai ý?" Thuý Vi bảo: "Đưa thiền bản đây!" Long Nha đưa thiền bản, Thuý Vi cầm thiền bản đập Long Nha. Long Nha la lớn: "Đánh thì cứ đánh, không có ý của Tổ sư sang."